# Курсешть-Вале
Курсешть-Вале, Курсешті-Вале (рум. Cursești-Vale) — село у повіті Васлуй в Румунії. Входить до складу комуни Пунджешть.
Село розташоване на відстані 272 км на північ від Бухареста, 28 км на захід від Васлуя, 51 км на південь від Ясс.

## Населення
За даними перепису населення 2002 року у селі проживали 302 особи, усі — румуни. Усі жителі села рідною мовою назвали румунську.